# Waldnaab
El Waldnaab és un riu a l'Alt Palatinat (Baviera, Alemanya) i un afluent de la Naab. Neix al costat de la frontera d'Alemanya amb la República Txeca a una altitud de 816 msnm. Després de sortir de la font que es troba a terra alemanya l'aigua creua la frontera i toca Bohèmia sota el nom Lesní Nába durant un kilòmetre i torna a travessar la frontera cap a Alemanya. Havent recorregut 68 km de distància i baixat 435 m d'altura conflueix amb la Haidenaab a Luhe-Wildenau. Junts formen el riu Naab que desemboca al Danubi al centre de Ratisbona que finalment desemboca a la mar Negra.

## Afluents principals

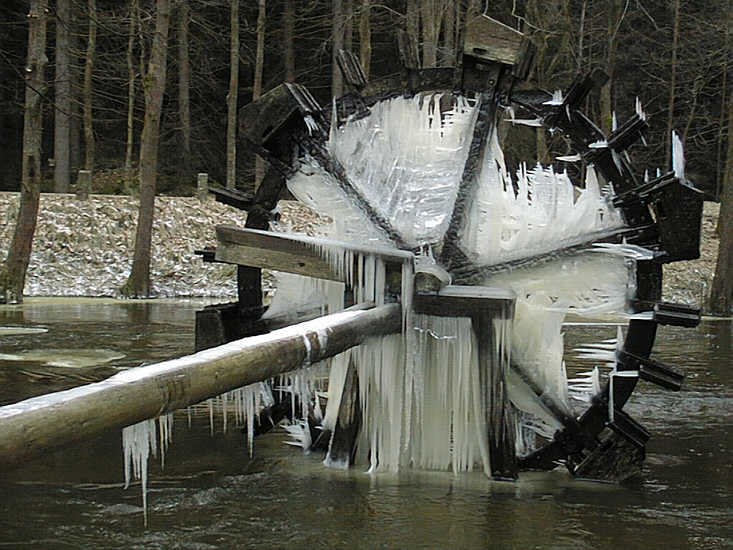
Roda de molí congelada al Waldnaab

### Pel marge esquerre

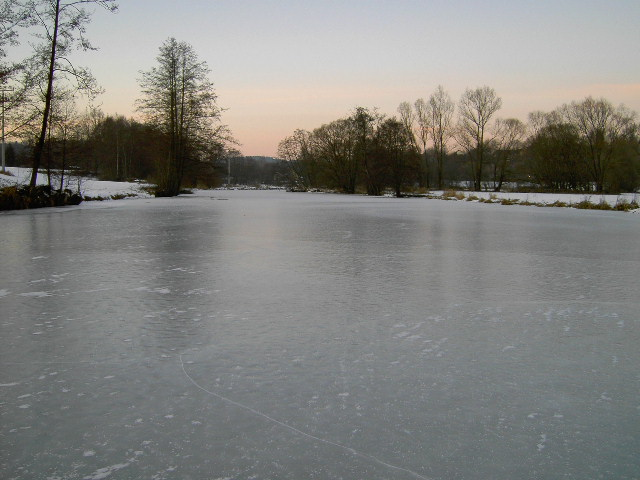
Waldnaab congelada a Neustadt

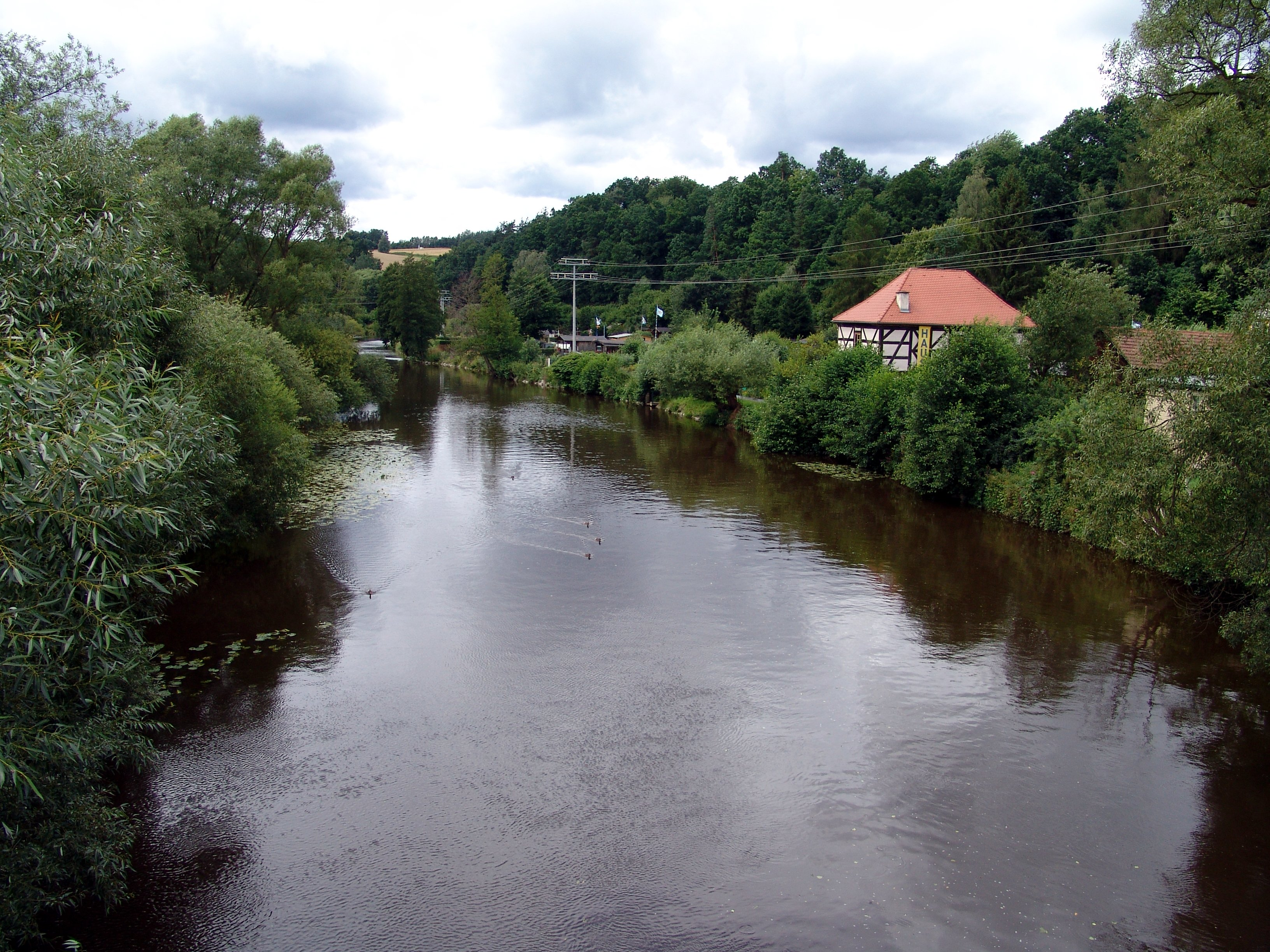
Waldnaab travessant Neustadt

- Röthenbach (Bartmühle)
- Kaltenmühlbach (Bartmühle)
- Silberbach (Hohenthan)
- Geisbach (Liebenstein Speicher)
- Netzbach (Falkenberg)
- Frombach (Falkenberger Wald)
- Schleißbach (Windischeschenbach)
- Kotzenbach (Hutzlmühle)
- Schlatteinbach (Lamplmühle)

- Floß (Neustadt)
- Almesbach (Weiden)

### Pel marge dret
- Steinbach (Bärnau)
- Heiligenbach (Heimhof)
- Schwarzenbach (Liebenstein)
- Gründlbach (Tirschenreuth)
- Netzbach (Tirschenreuth)
- Kainzbach (Hohenwalder Wald)
- Wiesau (Schönhaider Wald)
- Tirschnitzbach (Schönhaider Wald)
- Fichtelnaab (Windischeschenbach)
- Rumpelbach (Windischeschenbach)
- Pöllenbach (Hutzlmühle)
- Schweinnaab (Weiden)
- Rothenstadter Bach (Rothenstadt)